# Моисеевка (Житомирская область)
Моисеевка (укр. Мойсіївка) — село на Украине, находится в Емильчинском районе Житомирской области.
Код КОАТУУ — 1821781604. Население по переписи 2001 года составляет 50 человек. Почтовый индекс — 11245. Телефонный код — 4149. Занимает площадь 0,256 км².

## Адрес местного совета
11245, Житомирская область, Емильчинский р-н, с. Варваровка, ул. Центральная, 36